# Гершель (кратер, Мімас)
1°23′ пд. ш. 111°46′ зх. д. / 1.38° пд. ш. 111.76° зх. д.
Гершель [ˈhɜrʃəl]) — великий ударний кратер супутника Сатурна Мімаса. Центр кратера знаходиться на екваторі на 112° довготи. Він названий на честь астронома XVIII століття Вільяма Гершеля, який відкрив Мімас у 1789 році.

## Розмір
Кратер Гершель є другим за величиною кратером відносно свого материнського тіла серед усіх рівноважних супутників планети в Сонячній системі після кратера Одіссей на Тетісі. Він настільки великий, що астрономи висловили подив, що Мімас не зруйнувався після удару, який його спричинив. Його діаметр становить 139 км, що становить майже третину діаметра Мімаса. Його стіни сягають приблизно 5 км висоти, деякі частини його дна сягають 10–12 км глибини, а в центрі лежить вершина, що піднімається на висоту 6–8 км над дном кратера.

## Походження
Удар, який сформував кратер Гершель, мабуть, майже повністю зруйнував Мімас. На протилежній стороні Мімаса можна побачити тріщини, які можуть бути розломами, що утворили внаслідок дії ударної хвилі. Можливо, цей кратер утворив спутник Сатурна, який був з Мімасом на одній орбіті. Або, за іншою версією, великий астероїд зіткнувся з Мімасом; можливо, Сатурн вплинув на траєкторію астероїда. Вік Гершеля оцінюється приблизно в 4,1 мільярда років.

## Галерея

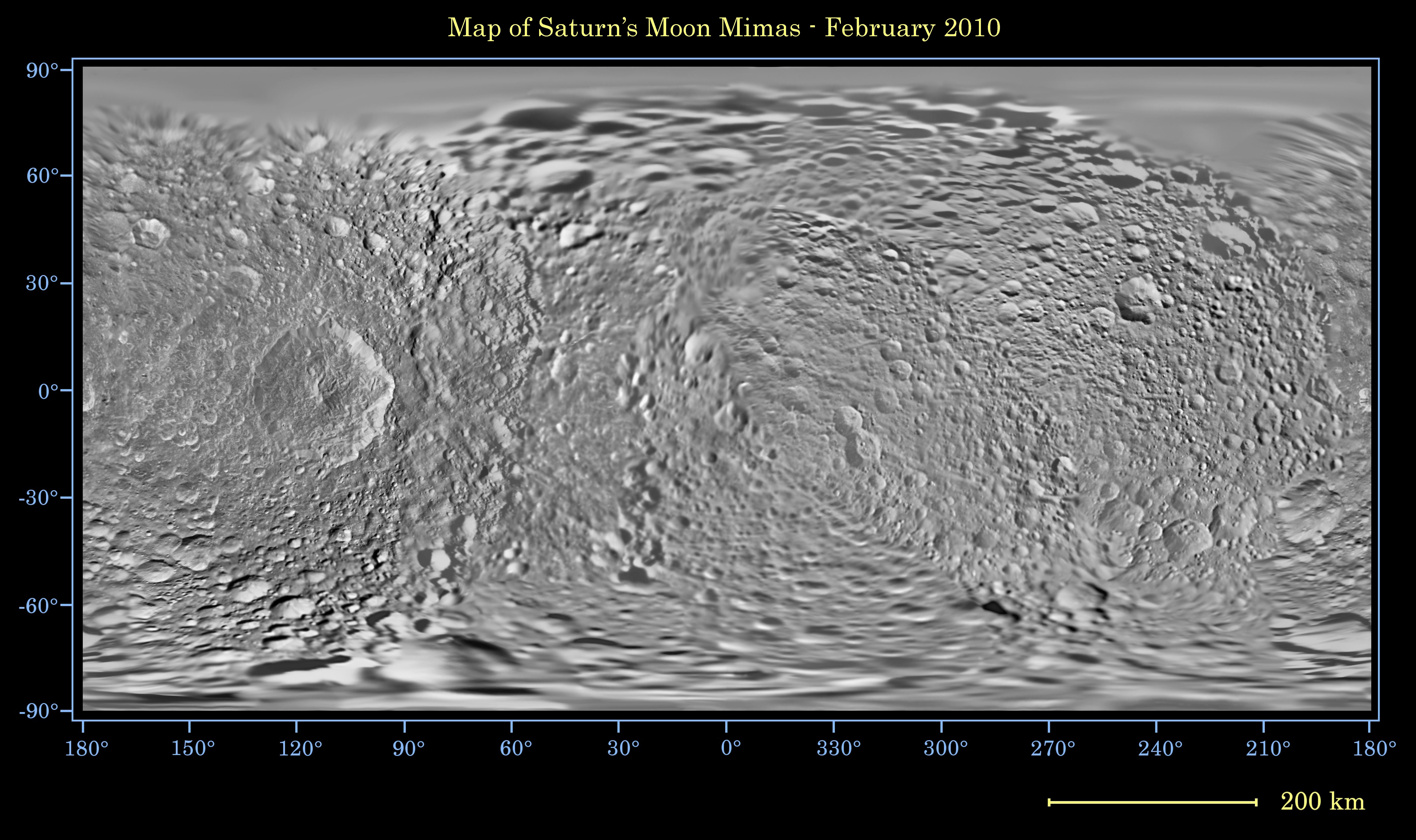
Мапа Мімаса
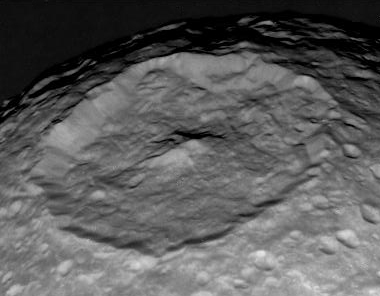
Фото кратера, 13 лютого 2010 року
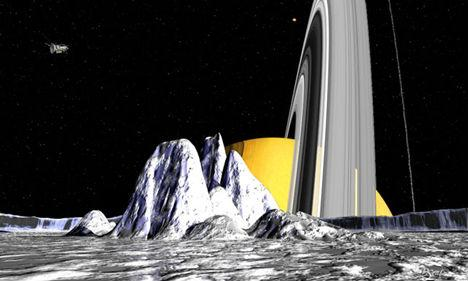
Художня реконструкція краєвиду з дна кратера